# Kap Bidlingmaier
Kap Bidlingmaier ist ein Kap an der Nordküste der Insel Heard. Es liegt auf der Ostseite der Einfahrt zur Mechanics Bay.
Das Kap wurde 1860 vom US-amerikanischen Robbenjäger H. C. Chester als Morgan’s Point kartiert, als jener in den Gewässern um die Insel Heard operierte. In den Jahren zwischen 1860 und 1870 war es auch unter dem Namen Negros Head geläufig. Seinen heutigen Namen verdankt das Kap der Gauß-Expedition (1901–1903) unter der Leitung des deutschen Polarforschers Erich von Drygalski, die 1902 Vermessungen der Nordküste der Insel Heard vornahm. Namensgeber ist der deutsche Geophysiker und Meteorologe Friedrich Bidlingmaier (1875–1914), der an dieser Forschungsreise teilnahm.